# 希萨尔早熟禾
希萨尔早熟禾（学名：Poa hissarica）为禾本科早熟禾属下的一个种。